# Karo Haghverdian
Karo Haghverdian (Tehran, 11 gennaio 1945) è un ex calciatore iraniano, di ruolo centrocampista.

## Carriera

### Club
Ha giocato per tutta la carriera nel campionato iraniano.

### Nazionale
Con la maglia della nazionale ha vinto la Coppa d'Asia 1968.

## Palmarès

### Nazionale
- Coppa d'Asia: 1

1968